# البيرتو مارتيشيوري
البيرتو مارتيشيوري (بالإيطالية: Alberto Marchiori)‏ (11 مايو 1993 في إيطاليا - ) هو لاعب كرة قدم إيطالي في مركز الدفاع. لعب مع نادي جنوى ونادي فيتشينزا.

## روابط خارجية
- البيرتو مارتيشيوري على موقع قاعدة بيانات كرة القدم.إي يو (الإنجليزية)